# Crab Island (Champlain)
Crab Island, est une île du lac Champlain dans le comté de Clinton dans l'état de New York aux États-Unis. Elle appartient administrativement à Plattsburgh.

## Géographie
Elle s'étend sur environ 774 m de longueur pour une largeur de plus de 260 m.
L'île est réputée dangereuse car le sumac grimpant y pousse abondamment. Le Crab Island State Park a été créé en 1988.

## Histoire
Au cours de la guerre anglo-américaine de 1812, l'île a été utilisée comme hôpital militaire pour les soldats convalescents ainsi que pour les victimes britanniques et américaines de la bataille de Plattsburgh (septembre 1814). Il y existe une fosse commune contenant les restes d'environ 150 victimes.